# Redhouse Castle

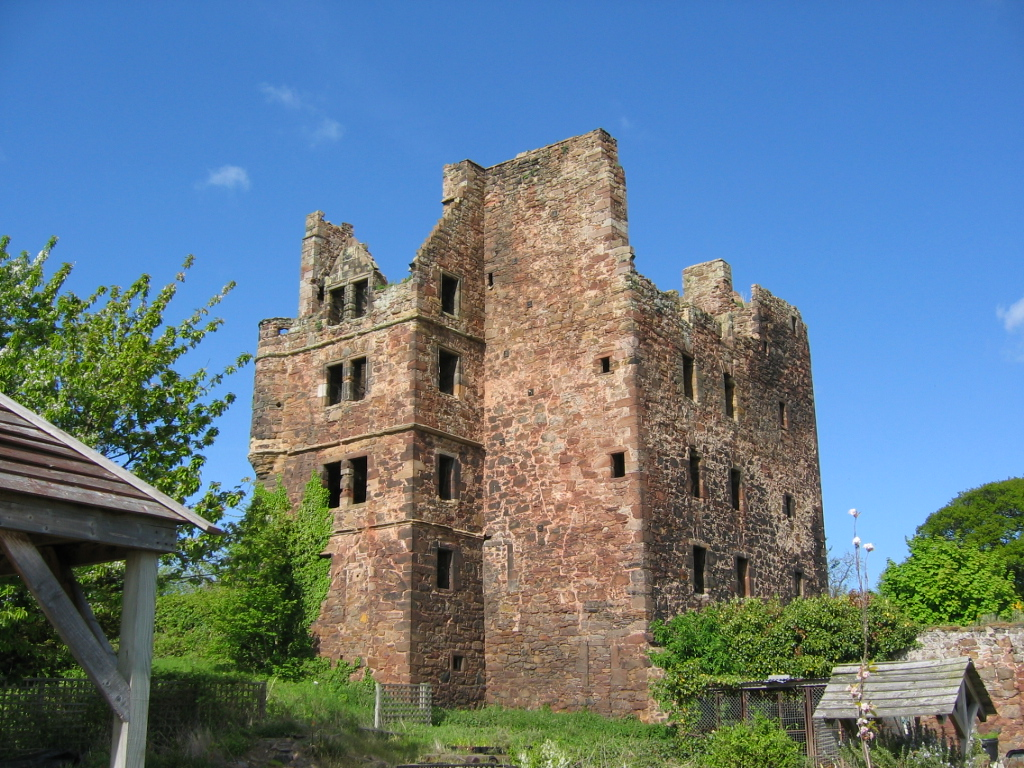
Redhouse Castle

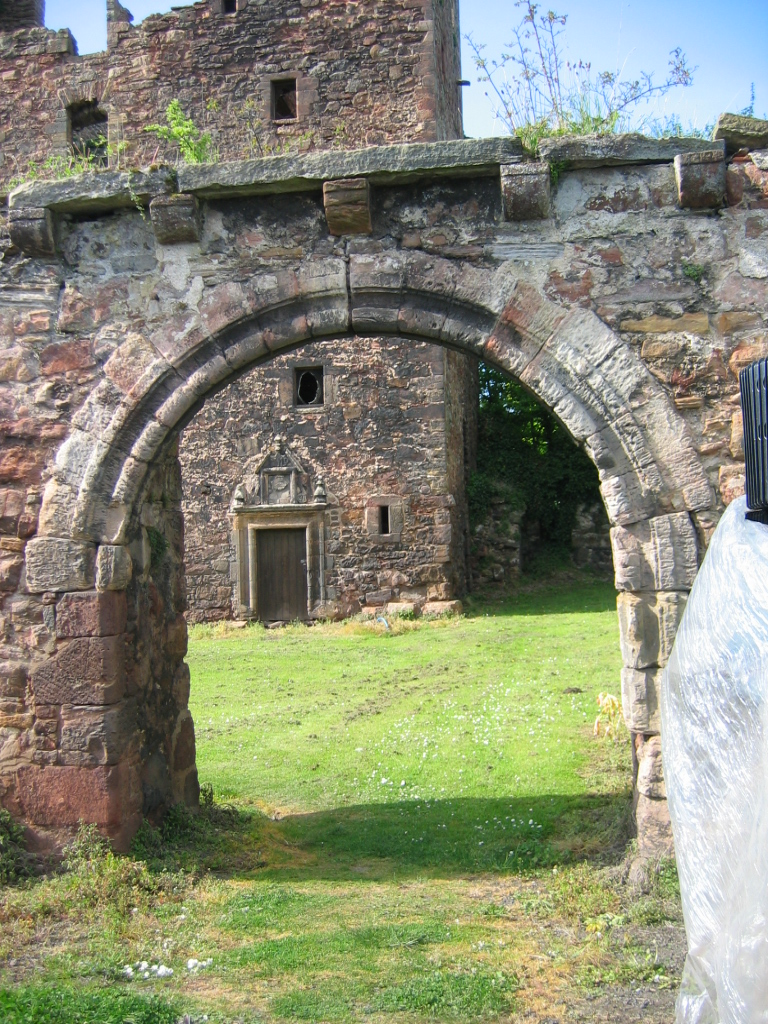
Torbogen auf den Vorhof; dahinter das Eingangsportal mit Gesimse

Redhouse Castle, ehemals auch Red Spittal, ist die Ruine eines Tower House nahe der schottischen Ortschaft Longniddry in der Council Area East Lothian. Die Anlage ist als Scheduled Monument denkmalgeschützt. Eine ehemalige Aufnahme in die schottischen Denkmallisten in der höchsten Kategorie A wurde 2015 aufgehoben.

## Geschichte
Möglicherweise besteht, ähnlich wie bei dem Ballencrieff Granary, eine Verbindung zwischen Redhouse Castle und einem im 13. Jahrhundert gegründeten, dem heiligen Cuthbert geweihten Spital nahe Ballencrieff. Die ältesten Teile des Tower House stammen aus dem späten 16. Jahrhundert, als sich die Ländereien im Besitz des Clans Douglas befanden. Wahrscheinlich vor 1607, als die Ländereien John Laing zufielen, war die Südflanke in heutigem Ausmaße fertiggestellt. Laing fügte die komplexere Nordseite hinzu, bevor das Tower House durch Heirat an den Clan Hamilton fiel. Im Nachklang des Zweiten Jakobitenaufstands verloren die Hamiltons Teile ihrer Güter, darunter auch Redhouse Castle. Das Tower House fiel Patrick Murray, 2. Lord Elibank zu und ist seitdem ungenutzt. 1825 wurde es in die Ländereien von Gosford House integriert. In den 1990er Jahren wurde die Ruine stabilisiert.

## Beschreibung
Die Ruine von Redhouse Castle liegt an dem Bach Redhouse Burn rund zwei Kilometer östlich von Longniddry. Das vierstöckige Tower House nimmt eine Fläche von 15 m × 10 m ein und ist teilweise bis zu einer Höhe von elf Metern erhalten. An der Südostseite vorgelagert ist ein befestigter Hof. Das Mauerwerk besteht aus Bruchstein vom roten Sandstein. Der Eingang befindet sich an der Südseite. Er ist mit Gesimse mit der Inschrift „NISI DOMINUS FRUSTRA“ sowie den Initialen „MIL“ und „RD“ gestaltet. Im Unterschied zu den ältesten Gebäudeteilen untergliedern an der Erweiterung aus dem 17. Jahrhundert an der Nord- und Westseite gekehlte Gurtgesimse die Fassaden horizontal. An der Nordostkante kragt eine Ecktourelle aus. An der Südseite ist eine Wappenplatte eingelassen. Die Giebel sind als Staffelgiebel gestaltet. Das Eingangsportal auf den Vorhof besteht aus einem profilierten Rundbogen.

## Taubenhaus

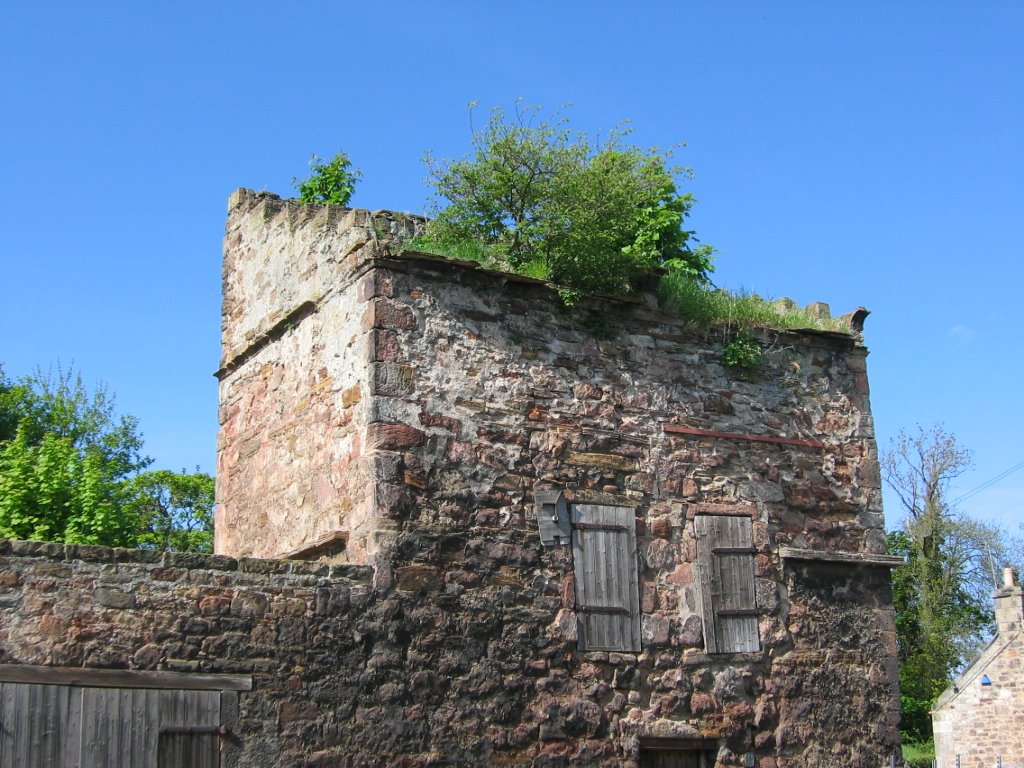
Taubenhaus von Redhouse Castle

Das Taubenhaus wurde im frühen 17. Jahrhundert hinzugefügt. Das Bauwerk aus rotem Sandstein ist in die Befestigungsmauer des Hofes integriert. Das Mauerwerk ist mit zwei Gurtgesimsen gestaltet und war einst mit Harl verputzt. Eine massive Mauer teilt das Gebäudeinnere mittig. Über zwei Türen im ersten Obergeschoss an der Südseite sind die Räume zugänglich. Sie umfassten einst jeweils 399 Nistkästen. An der Nordseite wurde später ein Anbau hinzugefügt.